# Ida Corr
Ida Corr (ur. 14 marca 1977 roku w Århus) – duńska wokalistka. Najbardziej znana z przeboju „Let Me Think About It”.
W swoim kraju zyskała rozgłos w 2005 roku, po wydaniu albumu Streetdiva. Wcześniej związana była z triem Sha Li Mar. W jego skład, oprócz Idy, wchodziły Engelina Larsen i Christina Undhjem. Dziewczyny w 2002 roku wydały album Sha Li Mar, zawierający covery takich utworów jak: „Da Ya Think I'm Sexy”, „Too Much Heaven”, „Like a Virgin”, „Dude (Looks Like a Lady)” czy „Let's Dance”. Rok po debiucie ukazał się drugi indywidualny krążek piosenkarki pt. Robosoul, lecz dopiero jedenaście miesięcy później utwór „Let Me Think About It” osiągnął ogromny sukces na całym świecie. Został nagrany przy pomocy holenderskiego DJ-a Fedde Le Grand, znanego z przeboju „Put Your Hands Up For Detroit”. Remiksował on już utwory Camille Jones czy Funkermana. Artystka sama napisała tekst do piosenki. 7 października 2007 roku utwór pojawił się w brytyjskim notowaniu UK Singles Chart. Na klubowych listach przebojów w Wielkiej Brytanii, Polsce, Hiszpanii, Bułgarii czy USA długo okupował pozycję #1. „Let Me Think About It” to jak na razie największy sukces duńskiego wykonawcy od czasów grup Aqua i Infernal. Na wydanym w 2008 roku albumie One znalazło się aż dziesięć remiksów tego przeboju. 26 sierpnia 2008 roku światło dzienne ujrzała oficjalna strona internetowa Idy. Wokalistka współpracowała z wieloma artystami takimi jak Global DeeJays, Funkerman czy Simon Mathew. W styczniu 2011 singiel „Sjus” nagrany z Kato, Camille Jones i duńskim raperem Johnsonem dotarł do pierwszego miejsca Danish Single Charts.

## Dyskografia

### Albumy
- 2005: Streetdiva
- 2006: Robosoul
- 2008: One
- 2009: Under The Sun

### Single
- 2004: „I Put My Faith In You” (Morten Trust feat. Ida Corr)
- 2005: „U Make Me Wanna” (feat. Ataf Khawaja)
- 2005: „Make Them Beg”
- 2005: „Country Girl”
- 2006: „Late Night Bimbo” (feat. Bow Hunt)
- 2006: „Lonely Girl”
- 2007: „Mirror” (Fedde Le Grand feat. Ida Corr)
- 2007: „Let Me Think About It” (vs. Fedde Le Grand)
- 2008: „African Jewel” (Kuku Agami feat. Ida Corr)
- 2008: „Ride My Tempo” (feat. Rosco P. Coldchain)
- 2009: „Time”
- 2009: „I Want You”
- 2009: „Under The Sun” (feat. Shaggy)
- 2009: „Illusion” (Simon Mathew feat. Ida Corr)
- 2010: „My Friend” (Global DeeJays feat. Ida Corr)
- 2010: „Unconditional Love” (Funkerman feat. Ida Corr)
- 2010: "I Can't Wait (Eric Gaddd feat. Stine Bramsen & Ida Corr)
- 2010: „In The Name Of Love”
- 2011: „Sjus” (KATO feat. Ida Corr, Camille Jones & Johnston)
- 2011: „What Goes Around Comes Around”